# Nagyfüged
Nagyfüged község Heves vármegyében, a Gyöngyösi járásban.

## Fekvése
A vármegye déli részén, a Gyöngyösi síkon fekszik, Gyöngyöstől és Hevestől is megközelítőleg egyforma, 20-20 kilométeres távolságra.
A közvetlenül szomszédos települések: észak felől Ludas, északkelet felől Nagyút, kelet felől Tarnazsadány, dél felől Zaránk, délnyugat felől Visznek, nyugat felől Adács, északnyugat felől pedig Karácsond. Délkelet felől a legközelebbi község Tarnaméra, de közigazgatási területeik (kevés híján) nem határosak.

### Megközelítése
Külterületeit északon átszeli az M3-as autópálya, amelynek csomópontja (Heves–Nagyfüged–Ludas-csomópont) és pihenőhelye (Nagyfügedi pihenőhely) is van a határai között, így a sztráda tekinthető a legfontosabb közúti megközelítési útvonalának. A belterületet az autópálya-csomóponttal (valamint Ludas központján át a 3-as főúttal) a 3206-os út, Gyöngyössel és Hevessel a 3204-es út köti össze.
Vasútvonal nem érinti, de a Budapest–Sátoraljaújhely-vasútvonal mindössze 5 kilométerre északra halad el a falutól; a legközelebbi vasúti csatlakozási lehetőséget Ludas vasútállomás kínálja.

## Története
Az első okleveles forrás 1301-1302. évben Fygug névalakban említi. 1411-ben Figedi Barnabás fiát, Imrét beiktatják egy Felső-Figeden levő kúria felének birtokába. 1427-ben kerül Fyged a jászkunok birtokába. A középkorban a település Kis és Nagy-Figed nevű falurészekre különült el. A török hódoltság kezdetén az 1549. évi adóösszeírásban Nagy- és Kis-Figed névvel találkozunk. Ekkorra már mindkét helység elhagyatottan áll, lakosaik elmenekültek. Hasonlóképpen emlékszik meg róla az 1554. évi és az 1564. évi adóösszeírás is. 1635-ben azonban Nagy-Figed Három portája már portális adót fizető, telkes gazdák által lakott jobbágy falu. 1672-ig a falu újra benépesül, portális adótól mentesített településsé válik.
Almásy János Heves vármegyei alispán 1698-ban megvásárolta a települést, amelyre 1700-ban királyi adománylevelet is szerzett rá I. Lipóttól. 1707-től 1712-ig ismét néptelen volt a falu, az új népesség ismeretlen helyekről 1713 után költözött be. 1734-ben Nagyfüged is felállították az önálló plébániát Tarnazsadány leányegyházzal. Nagyfügednek 1771-től a Mária Terézia úrbéri rendelete után 32 telkes jobbágya és 20 zsellér családja volt.
1819-ben a romosodó templomkápolna helyreállítását, melyet Almásy János 1756 előtt állíttatott, Szász János kezdte meg. A plébános tehát 1821-ben kis toronnyal, haranggal, oltárral felszereltette a kápolnát. A paplakot 1838-tól 1840-ig Fischer Mihály és Hartmann Lipót gyöngyösi mesterek építették fel. A barokk templom és a késő barokk temetőkápolna műemlék jellegű, a település nevezetességei között tartjuk számon. 1848 utáni úrbéri község 1871 után nagyközség lett. Az 1874-es nagy árvíz a település gazdaságát tönkretette. 3 év kellett ahhoz, hogy a lakosság újra erőre kapjon.

## Közélete

### Polgármesterei
- 1990–1994: Bernát János (SZDSZ)[3]
- 1994–1998: Bernát János (független)[4]
- 1998–2002: Bernát János (független)[5]
- 2002–2006: Juhász Jánosné (független)[6]
- 2006–2010: Juhász Jánosné (független)[7]
- 2010–2014: Juhász Jánosné (független)[8]
- 2014–2019: Juhász Jánosné (független)[9]
- 2019–2024: Juhász Jánosné (független)[10]
- 2024–2025: Ürmös István (Párbeszéd – Zöldek)[11]
- 2025– : Jancsovicsné Harnos Brigitta (független)[1]

2025. július 20-án időközi polgármester-választást (és képviselő-testületi választást) kellett tartani a településen, az előző képviselő-testület néhány hónappal korábban kimondott feloszlása miatt. A lakosok az addigi polgármesterre és az előző évi választáson legerősebbnek bizonyult ellenfelére is szavazhattak, a győzelmet pedig végül az utóbbi jelölt szerezte meg.

## Népesség
A település népességének változása:
| Lakosok száma | 1623 | 1605 | 1615 | 1689 | 1731 | 1746 | 1750 |
|               | 2013 | 2014 | 2015 | 2021 | 2022 | 2023 | 2024 |

2001-ben a település lakosságának 98%-a magyar, 2%-a cigány nemzetiségűnek vallotta magát.
A 2011-es népszámlálás során a lakosok 93,1%-a magyarnak, 17,4% cigánynak, 0,2% németnek mondta magát (6,8% nem nyilatkozott; a kettős identitások miatt a végösszeg nagyobb lehet 100%-nál). A vallási megoszlás a következő volt: római katolikus 51,3%, református 3,7%, felekezeten kívüli 14,3% (27,2% nem nyilatkozott).
2022-ben a lakosság 85,8%-a vallotta magát magyarnak, 4,9% cigánynak, 0,5% ukránnak, 0,5% románnak, 0,3% németnek, 0,1-0,1% szlováknak, szlovénnek és horvátnak, 1,6% egyéb, nem hazai nemzetiségűnek (14,2% nem nyilatkozott; a kettős identitások miatt a végösszeg nagyobb lehet 100%-nál). Vallásuk szerint 29,6% volt római katolikus, 2,2% református, 0,2% görög katolikus, 0,1% ortodox, 1,7% egyéb keresztény, 1,2% egyéb katolikus, 9,5% felekezeten kívüli (55,5% nem válaszolt).

## Nevezetességei
- Árpád-házi Szent Erzsébet római katolikus plébániatemplom és stációi – barokk stílusú, műemlék.
- Szűz Mária-temetőkápolna – barokk stílusú, műemlék
- Paplak – klasszicista stílusú, a 19. század első felében épült

## Nevezetes nagyfügediek
- A település szülötte Imre János (1790–1832)) római katolikus pap, filozófus, 1830-tól a Magyar Tudós Társaság rendes tagja.

## Külső hivatkozások
- Nagyfüged Önkormányzatának honlapja